# Johannes Halbinger
Johannes Halbinger (* 5. Februar 1995) ist ein deutscher Poolbillardspieler.

## Karriere
Seit Juli 2019 promoviert er an der LMU in München und spielt derzeit in der 2. Mannschaft in der Regionalliga Süd.
2018 erkämpfte sich Johannes Halbinger mit einem starken 8:6 gegen Kevin Schiller den deutschen Meistertitel im 10 Ball.
2014 erreichte er im 14/1 endlos erneut das Halbfinale und unterlag dort Roschkowsky. Im 8-Ball erreichte er das Achtelfinale. Seinen bisher größten Erfolg feierte er 2018 mit dem Sieg der Deutschen Meisterschaft der Herren im 10-Ball.
2014 (August) gab es in der ZDF-Sendung drehscheibe einen Beitrag über ihn.
2013 wurde Halbinger im Finale gegen Ricardo Gutjahr Deutscher Vize-Meister im 9-Ball der U-19-Junioren.
I
2013 (Oktober) gewann er bei den Herren mit Bronze im 14/1 endlos erstmals eine Medaille. Im Halbfinale war er gegen den späteren Deutschen Meister Andreas Roschkowsky ausgeschieden. Zudem wurde Halbinger Neunter im 8-Ball.
2011 wurde Johannes Halbinger Deutscher Vize-Meister im 9-Ball der U-17-Junioren.
Im Juli 2012 wurde er mit der deutschen Junioren-Mannschaft Europameister.
Im Oktober desselben Jahres wurde er bei der Deutschen Meisterschaft der Herren Neunter im 10-Ball.
Seit 2011 spielte Halbinger mit dem BSV Dachau in der 1. Bundesliga.